# 月見栞
月見 栞（つきみ しおり、1986年4月16日 - ）は、日本のAV女優、元グラビアアイドル、タレント。

## 人物・来歴
- 趣味 - 映画鑑賞、料理
- 特技 - バイオリン、ライフセービング、お菓子作り、乗馬。

- 2004年､女子高生レースクイーンとして登場以来、毎年サーキットで活躍、またフェイスネットワークに所属していた。
- 2004年 マツダフェスタ(REVSPEED)
- 2005年 オートサロンプロジェクトμ(ミュー)
- 2005年 MOTULサーキットレディー(nismo)
- 2006年 筑波ハイパーミーティング
- 2007年 オートサロンOPTIONイメージガール
- 2008年 Privee Zurich

- 2008年12月25日、活動停止。
- 2009年4月1日、MUTEKIより、AVデビュー。
- 2010年11月、正式な引退表明はしていないが、当月を最後にAV作品（撮りおろし）は出ていない。現在はトータルコーディネートやアート作品を手がける仕事をこなしている。

## リリース作品

### DVD
- Moon Honey （2006年10月、ベガファクトリー）
- 月刊　隆行通信 VOL.23 月見栞（2007年3月、スタジオ・デュオ）
- 月刊　隆行通信 VOL.28 月見栞　妄想遊戯2（2007年8月、スタジオ・デュオ）
- Love Passion （2007年9月、ゴマブックス）
- 月刊　隆行通信 Vol.33 月見栞（2008年1月、スタジオ・デュオ）
- ～・・裸舞らぶ。～ （2008年3月、オルスタックピクチャーズ）
- naked clips （2008年6月、スパイスビジュアル）
- 月見栞　筋肉 SEXYBODY （2008年12月、オルスタックピクチャーズ） ※共演：川奈栞

### Vシネマ
- ～がんばれ僕らの～グラドルヒロイン　バトルレジェンド（2008年3月、ZENピクチャーズ）※共演：桃瀬麻美

### アダルトビデオ
2009年
- 誘惑（2009年4月1日、MUTEKI）
- 芸能人×エスワン解禁（2009年6月7日、エスワン）
- 芸能人×テレビで言えない淫語（2009年7月7日、エスワン）
- 芸能人×スケベな枕営業（2009年8月7日、エスワン）
- 芸能人・月見栞の崩壊オルガズム（2009年9月7日、エスワン）
- キス魔な芸能人 月見栞（2009年10月7日、エスワン）
- 痴女派デジタル 月見栞（2009年11月7日、エスワン）
- 犯された芸能人 月見栞（2009年12月7日、エスワン）

2010年
- エスワンTV THE芸能界 ヤリすぎ生放送!（2010年1月7日［DVD］/2010年2月1日［Blu-ray］、S1）…共演:吉沢明歩、佳山三花、麻美ゆま、藤浦めぐ、桜ここみ、桐原エリカ、大空かのん、戸田アイラ
- ボクの彼女は芸能人 月見栞（2010年1月19日、エスワン）
- 美尻なヴィーナス 月見栞（2010年2月7日、エスワン）
- 飼いならされたオンナ 月見栞（2010年3月7日、エスワン）
- 真性マゾヒスティック 月見栞（2010年4月7日、エスワン）
- THE芸能界エロすぎ大乱交 エスワンTV 裏ちゃんねる（2010年4月7日［DVD］/2010年5月1日［Blu-ray］、S1）…共演:吉沢明歩、佳山三花、麻美ゆま、藤浦めぐ、桜ここみ、桐原エリカ、大空かのん、戸田アイラ
- 絶対服従いいなり女教師 月見栞 (2010年6月7日、エスワン)
- 静かなる大量潮吹き 月見栞 (2010年7月7日、エスワン)
- ごっくんセラピスト　月見栞(2010年8月7日、エスワン)
- アルテミスの瞳 女豹　月見栞(2010年10月7日、アタッカーズ)
- あなた、許して・・・　月見栞(2010年11月7日、アタッカーズ)

## 出演

### テレビ番組
- 誘惑のマーメイド（MONDO21）
- おねだり!!マスカット（2009年4月6日 - 8月?、テレビ東京）第2期リーダー
- 笑っていいとも！
- 志村けん＆笑福亭鶴瓶＆ナインティナインの新春大ボウリング大会
- ツボ屋与平衛
- ロンドンハーツ
- イケメンパラダイス 花ざかりの君たちへ［映画＆ドラマ］
- タモリ倶楽部
- ラジかるツ
- 全力坂
- 朝までたけしショー
- ぷっスマ
- smap×smap
- セレクションX
- エンタの見方
- オールスター感謝祭
- 杉浦幸のパチンコPARK
- 大奥
- RIP SLYEM［熱帯夜］PV
- 名旅館
- おすぴーとロンブーの起きなさいよ！
- ここTV

その他多数

### 映画
- パッチギ! LOVE&PEACE

### ラジオ番組
- ぶっちゃけTALK RADIO ギリ☆モザ（2009年6月3日 - 2010年4月1日、ラジオ大阪、ラジオ日本）

### 写真集
- ボクカノ（2010年1月19日、ジーオーティー、撮影：力武力）ISBN 4860847350